# Drillia dakarensis
Drillia dakarensis é uma espécie de gastrópode do gênero Drillia, pertencente a família Drilliidae.